# CS-Disk
CS-Disk je řadič disketových jednotek pro počítače Sinclair ZX Spectrum vyráběný dánskou společností Circuit Design od roku 1985. Jeho operační systém je založený na CP/M a umožňuje připojit až čtyři disketové jednotky.
Po připojení CS-Disku k počítači je nutné ho nejprve inicializovat pomocí příkazu RANDOMIZE USR 15360. Tím je CS-Disk připojen na linku #4 a řadič je tak možné ovládat pomocí příkazové konstrukce PRINT #4: příkaz nebo PRINT #4;"příkaz". Druhý způsob je určený pro volání funkcí operačního systému CP/M a je tak možné spouštět i vnější příkazy operačního systému a jakékoliv jiné programy pro CP/M. Příkaz PRINT #4;"" spustí příkazový řádek operačního systému CP/M, k návratu do editoru Basicu je nutné stisknout klávesu break.

## Technické informace
- čip řadiče: WD2797,
- port Centronics,
- port pro PC klávesnici (funkční pouze v příkazovém řádku CP/M),
- patice pro připojení vnější ROM.